# Mesquita de Aláqueme
Al-Jam`e al-Anwar (em árabe: الجامع الانور - "Mesquita de Anwar", literalmente: "Mesquita Iluminada"), conhecida também como Mesquita de Aláqueme, é uma grande mesquita no Cairo, Egito. Ela foi batizada em homenagem ao imam Aláqueme Biamir Alá (985–1021), o sexto califa fatímida e o décimo-sexto imam para os xiitas ismailitas, o primeiro nascido no Egito.

## História
A mesquita foi originalmente construída para ser uma prisão para o vizir Jauar Assiquili ("o Siciliano"; c. 928-992) e foi incorporada pelas extensas fortificações construídas por Badre Aljamali. O complexo consiste num retângulo com quatro arcadas à volta de um pátio. Uma característica rara é a entrada monumental, com sua varanda em pedra. A mesquita se localiza no "Cairo islâmico", na parte leste da Rua Muizz, logo ao sul do Bab al-Futuh (o portão norte).

## Os minaretes
A característica mais espetacular da mesquita são os minaretes de cada lado da fachada, que lembram os propylons de um templo faraônico.
Originalmente, os dois minaretes estavam fora das muralhas de tijolos nos cantos do complexo. Estes são os minaretes mais antigos da cidade e foram restaurados por diversas vezes desde a construção. As enormes saliências na base foram acrescentadas em 1010 para reforçar a estrutura e o minarete norte foi incorporado pelas muralhas da cidade. Por dentro, estas estranhas estruturas são ocas, pois foram construídas à volta dos minaretes originais, que foram conectados por chaves e ainda podem ser vistos de cima dos minaretes.

## Período pós-fatímida
Por várias vezes a mesquita foi utilizada como prisão para os "francos" capturados durante as cruzadas, como estábulo por Saladino, como fortaleza por Napoleão e como uma escola local. Em 1980, a mesquita foi extensivamente reformada com mármore branco e arranjos em ouro por Syedna Mohammed Burhanuddin, o líder da Dawoodi Bohra, uma seita ismailita internacional baseada na Índia. Porém, os resquícios da decoração original ainda podem ser vistos: gravuras em estuque, as traves em madeira e inscrições corânicas.

## Atualmente
Hoje em dia, a mesquita é um popular destino turístico e também um local sagrado. Seus peculiares minaretes atraem turistas locais e estrangeiros. 

## Galeria

Imagens da mesquita
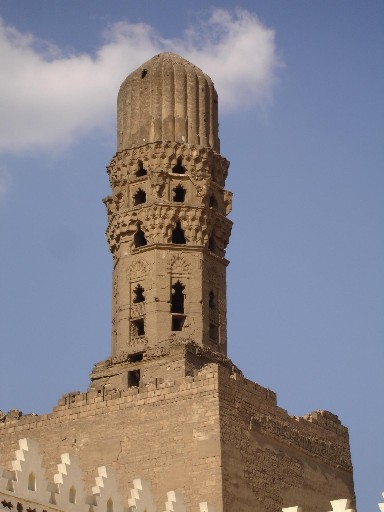
Minarete
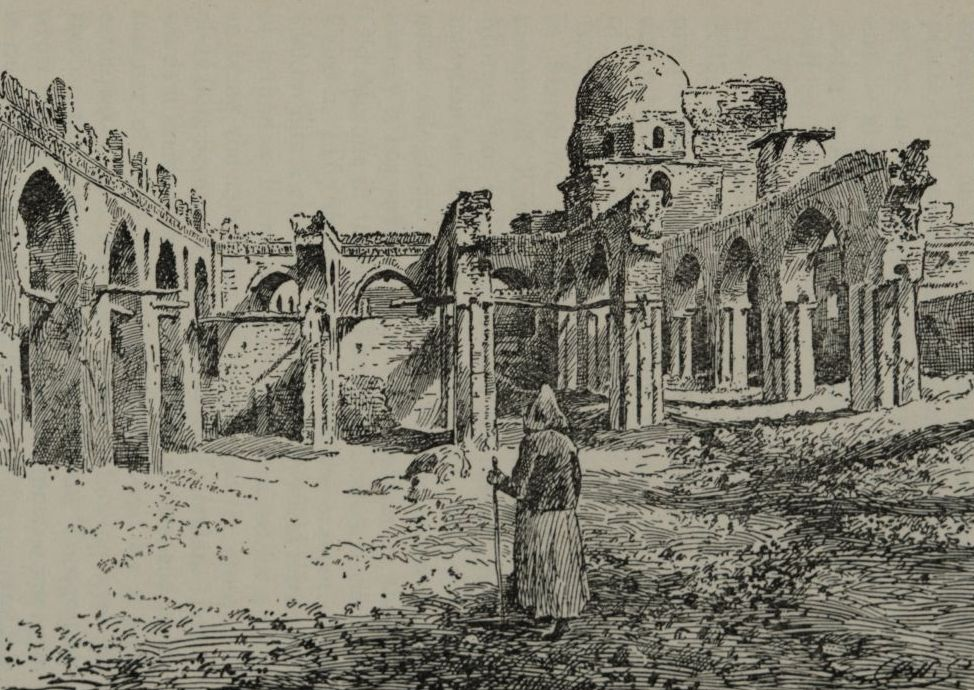
Imagem histórica das ruínas antes da reforma nos anos 80 (c. 1902).
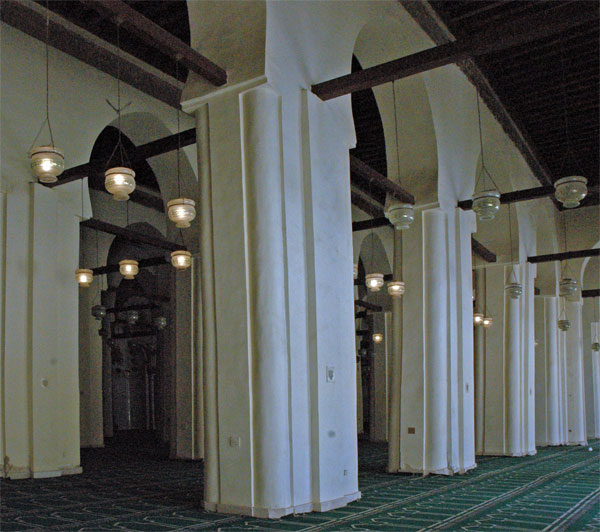
Vista do interior.